# Последний круиз на яхте «Шейла»
«После́дний круи́з на я́хте „Ше́йла“» (англ. The Last of Sheila) — американский кинофильм 1973 года. Лауреат «Премии Эдгара По» за лучший фильм.

## Сюжет
Голливудский продюсер Клинтон Грин приглашает шестерых гостей в недельный круиз по Ривьере на своей роскошной яхте «Шейла», названной так в честь его погибшей жены. Год назад после ссоры с мужем женщина сбежала с вечеринки в Беверли Хиллз и попала по дороге домой под машину, водитель которой скрылся с места происшествия. Как оказалось, все приглашённые в круиз присутствовали на том злосчастном приёме.
Клинтон убеждает всех собравшихся на яхте принять участие в игре, в которой каждому выдаётся карточка с секретом. Задача игроков — поочерёдно с помощью подсказок разгадывать «тайны». На второй день игры продюсера находят убитым. Одна из карточек имеет надпись: «Я — водитель-убийца». Оставшиеся на борту герои фильма пытаются выяснить, кто убил Шейлу и Клинтона, подозревая друг друга и со временем всё более впадая в паранойю.

## В ролях
- Джеймс Коберн — продюсер Клинтон Грин
- Джеймс Мэйсон — Филипп, режиссёр
- Ракель Уэлч — Элис, голливудская звезда, киноактриса
- Иэн Макшейн — Энтони, её муж и агент
- Ричард Бенджамин — Том, сценарист
- Джоан Хакетт — Ли, его жена
- Дайан Кэннон — Кристин, агент по поиску новых талантов